# Punta Alta (Alins)
La Punta Alta és una muntanya de 2.340 metres que es troba al municipi d'Alins, a la comarca catalana del Pallars Sobirà.